# Křížová cesta (Velký Šenov)
Křížová cesta ve Velkém Šenově na Šluknovsku se nachází na jižním úbočí Křížového vrchu (440 m n. m., něm. Kreuzberg, původně Endlersberg), jež je výběžkem Strážného vrchu (475 m), přibližně 1 kilometr severně od centra obce. V pořadí dle data vzniku je osmou křížovou cestou ze čtrnácti ve Šluknovském výběžku.

## Historie
O vznik křížové cesty se zasloužil Ambrož Hille (1782–1863) z Velkého Šenova. Roku 1855 vykoupil pozemek od sedláka Josefa Endlera (odtud původní název kopce), téhož roku začala stavba křížové cesty. Dokončena byla v následujícím roce a 8. září ji slavnostně posvětil litoměřický biskup Augustin Bartoloměj Hille (1786–1865), bratr zakladatele.
Cestu tvoří třináct neoklasicistních sloupků zastavení s rokokovými prvky. Kamenná zastavení zhotovil sochař a řezbář Karl Otto z Velkého Šenova, obrazy namaloval Johann Birnbaum z Jiřetína pod Jedlovou podle předlohy Josefa Führicha (1800–1876). O šest let později přibyla kaple Božího hrobu se sochou ležícího Krista od sochaře Leopolda Zimmera z Krásné Lípy. Areál doplnila ještě kaple Kalvárie z roku 1869, postavená podle přání zakladatele jeho synem Johannem Hillem (za pomoci Emanuela Hampela). Dvanácté zastavení (Ukřižování) bylo na křížové cestě ztvárněno hned třikrát – jako samostatné zastavení, podruhé v podobě velkého kříže s ukřižovaným Kristem a nakonec jako kaple Kalvárie.
Roku 1918 byly vyměněny obrazy v jednotlivých zastaveních. Těsně před vypuknutím druhé světové války prošla celá křížová cesta z popudu místní občanky Marie Isabelly Marschnerové (1883–1941) generální opravou. Restaurátorem se stal malíř Josef Franze (1879–1971) z Lipové.
Po skončení války zůstala křížová cesta neudržovaná a postupně chátrala, z kaplí Božího hrobu a Kalvárie zůstaly jen trosky. Zvon z kaple byl po roce 1946 přenesen do kostela svatého Bartoloměje. Celkovou obnovou prošla v letech 1997–2000. Iniciátorem oprav byl farář P. Václav Horniak, na opravu přispěli farníci Římskokatolické farnosti Velký Šenov a město Velký Šenov. Kaple Kalvárie a kaple Božího hrobu nebyly obnoveny. Křížová cesta včetně kaplí je v majetku Římskokatolické farnosti Velký Šenov a není památkově chráněna.

## Popis
Třináct zastavení křížové cesty tvoří pískovcové výklenkové kaple v neoklasicistním provedení. Jednotlivá zastavení jsou rozmístěna na půdorysu podkovy. Kaple jsou zakončeny trojúhelníkovým štítem, uprostřed něhož je umístěna lastura (původně s číslem zastavení). Výklenky s vyobrazeními jsou zakončeny segmentovými oblouky. Původní obrazy se nedochovaly, současná vyobrazení z umělého pískovce pocházejí z roku 1999. Čtrnácté zastavení tvořila kaple Božího hrobu, původně také neoklasicistní.

## Galerie

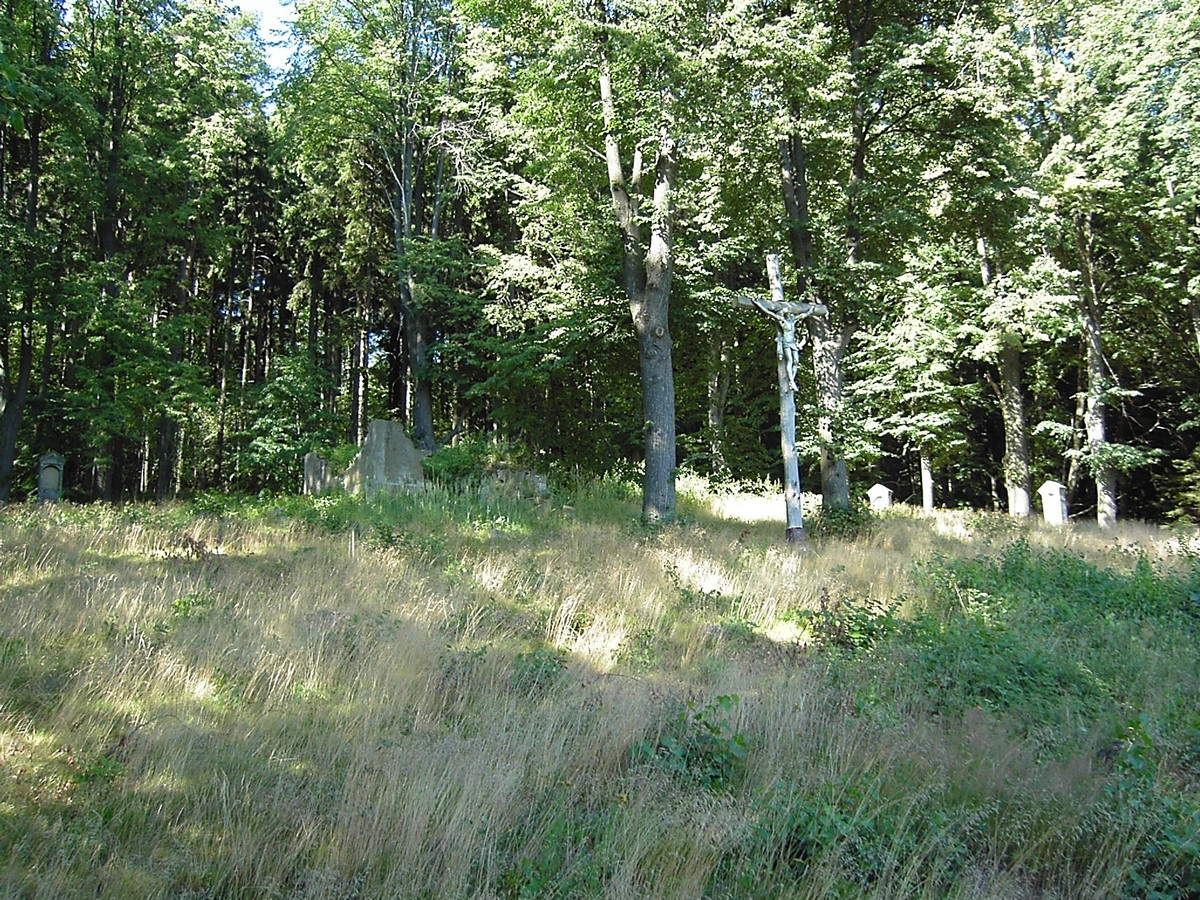
Celkový pohled (2006)
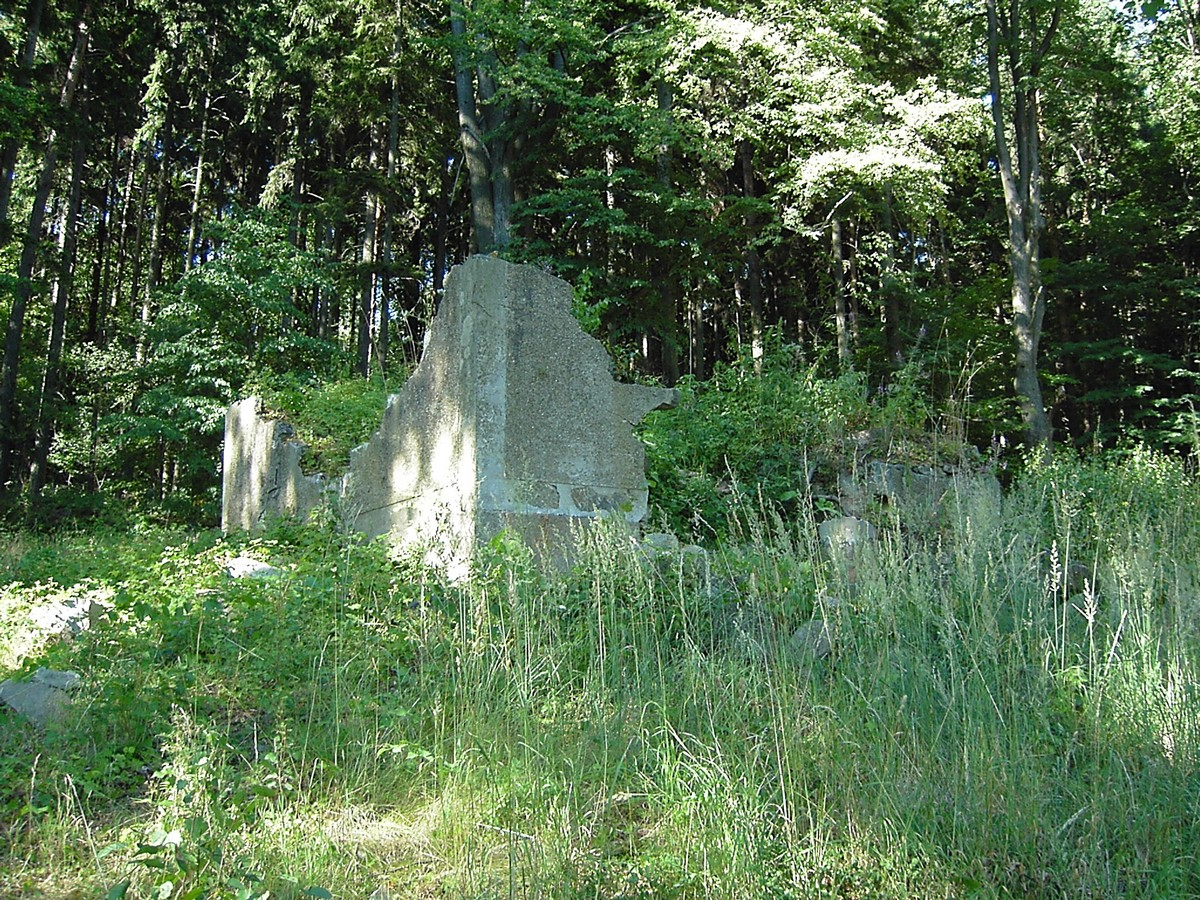
Torzo kaple Kalvárie (2006)
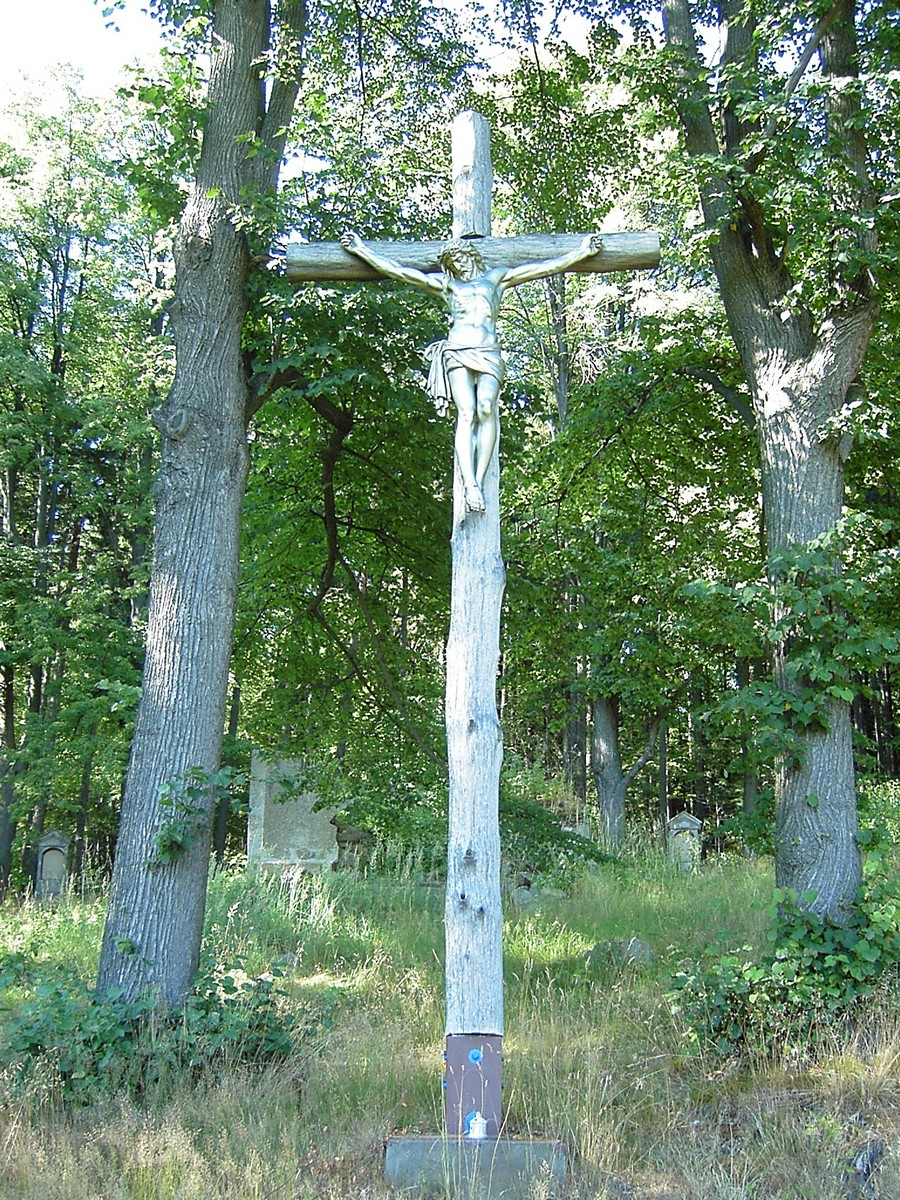
Kříž (2006)
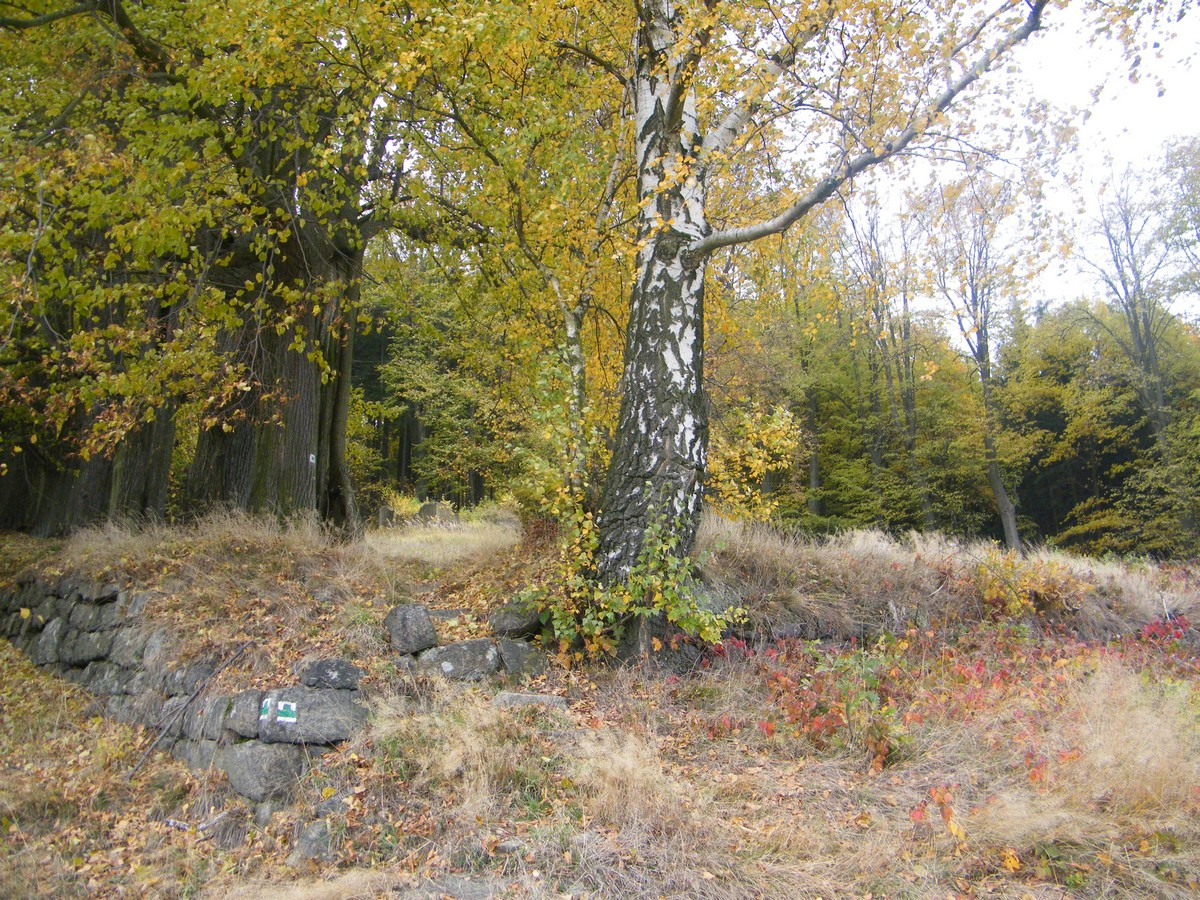
Pohled od jihozápadu (2015)
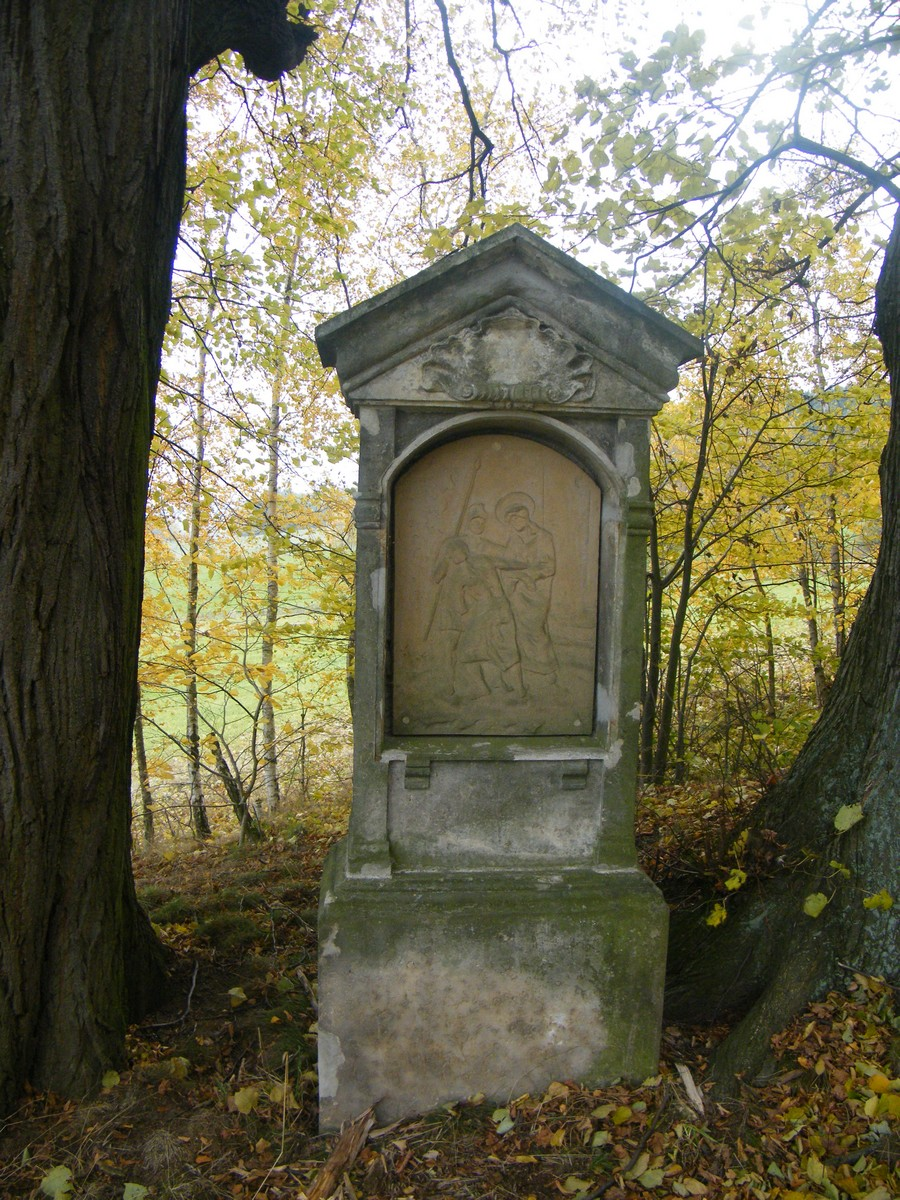
První zastavení (2015)
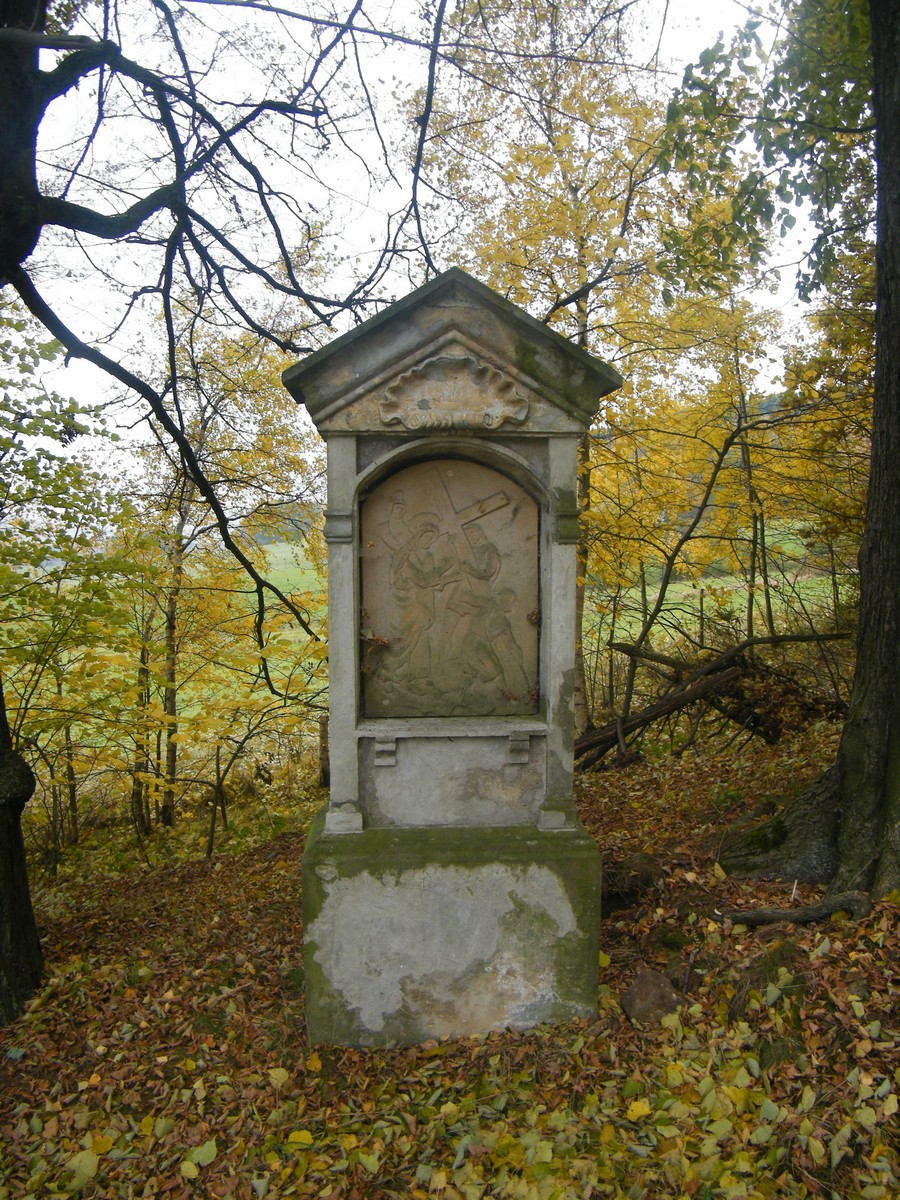
Druhé zastavení (2015)
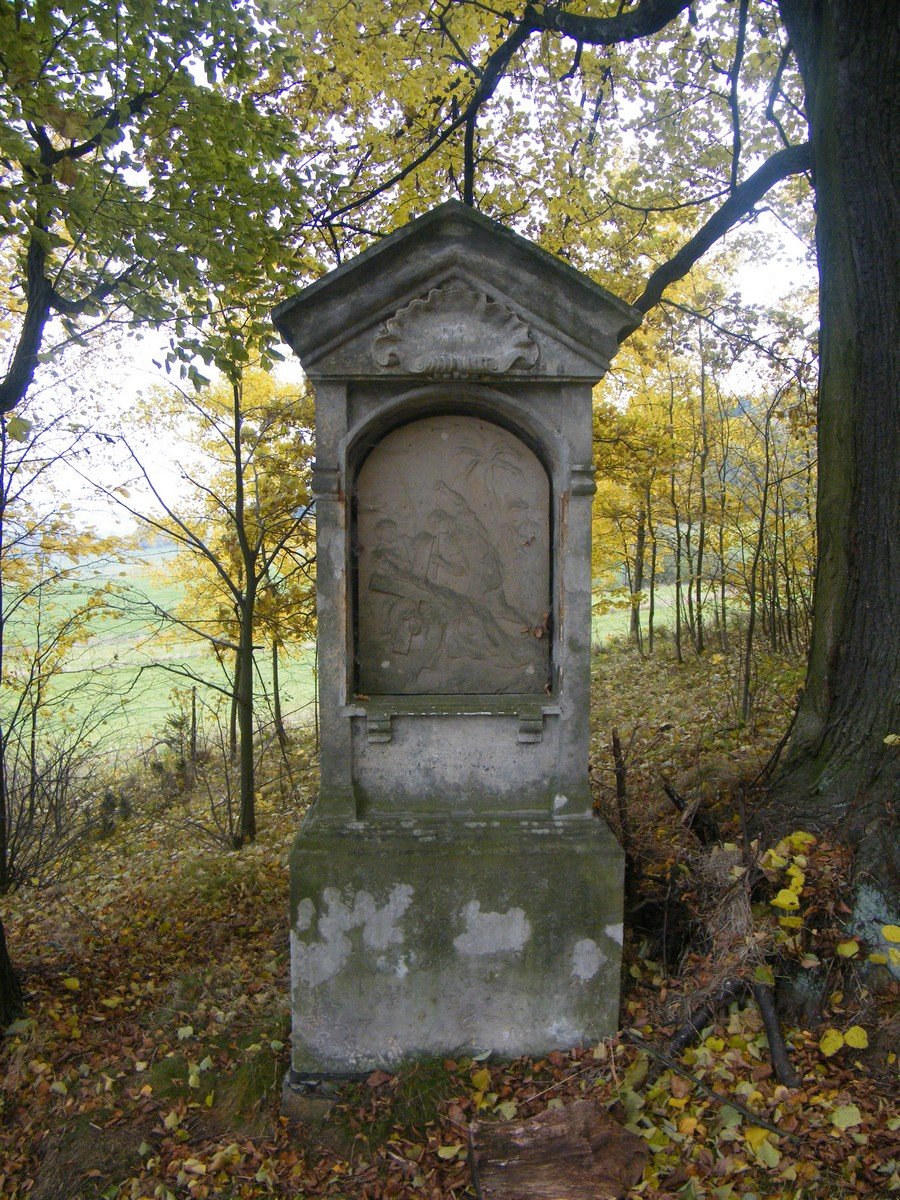
Třetí zastavení (2015)
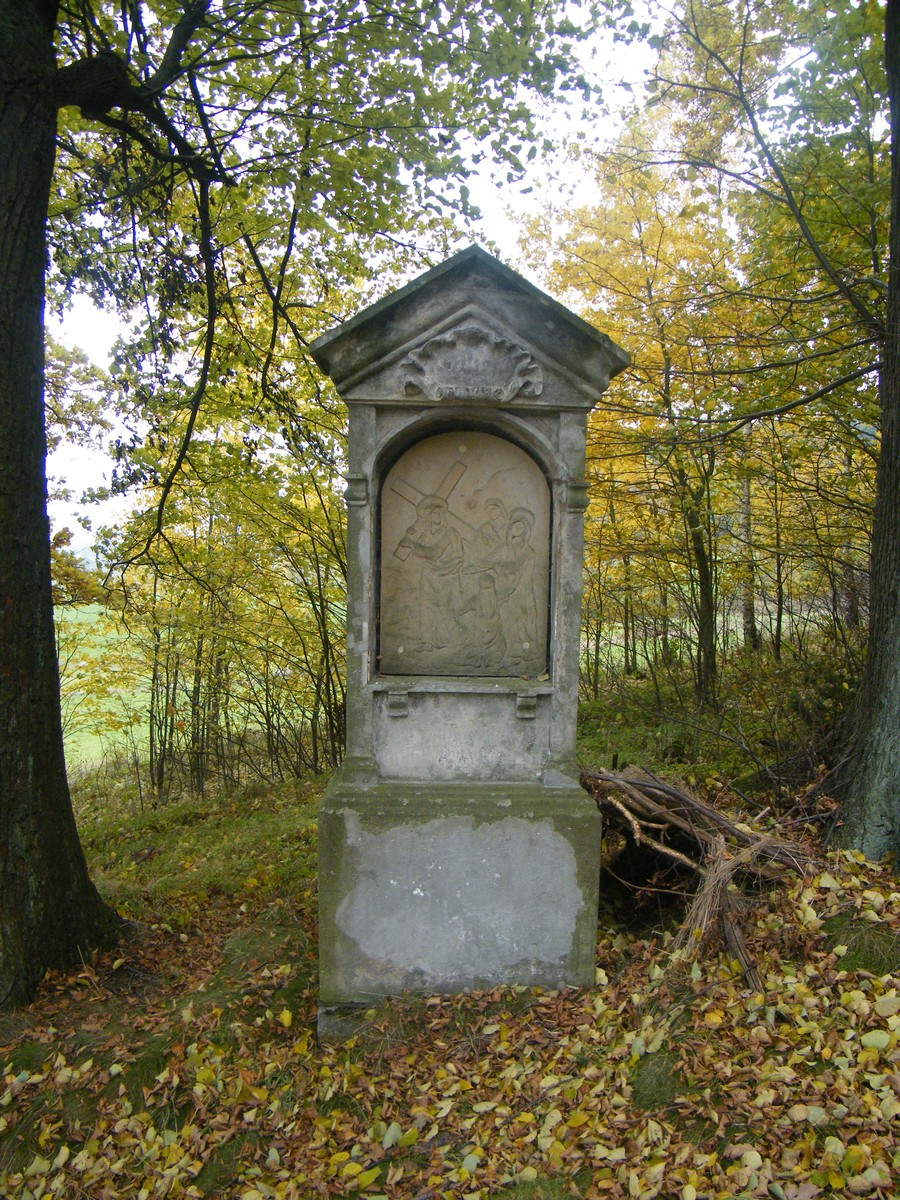
Čtvrté zastavení (2015)
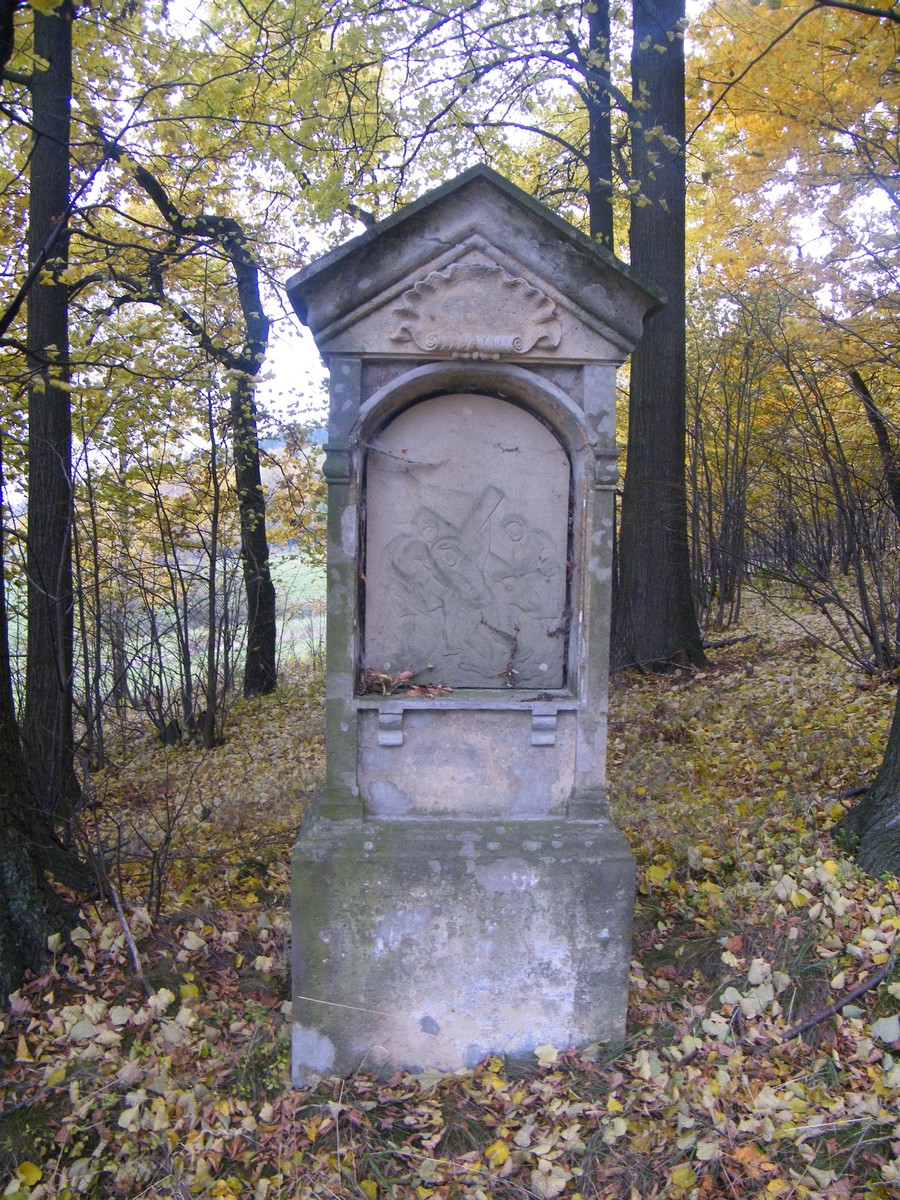
Páté zastavení (2015)
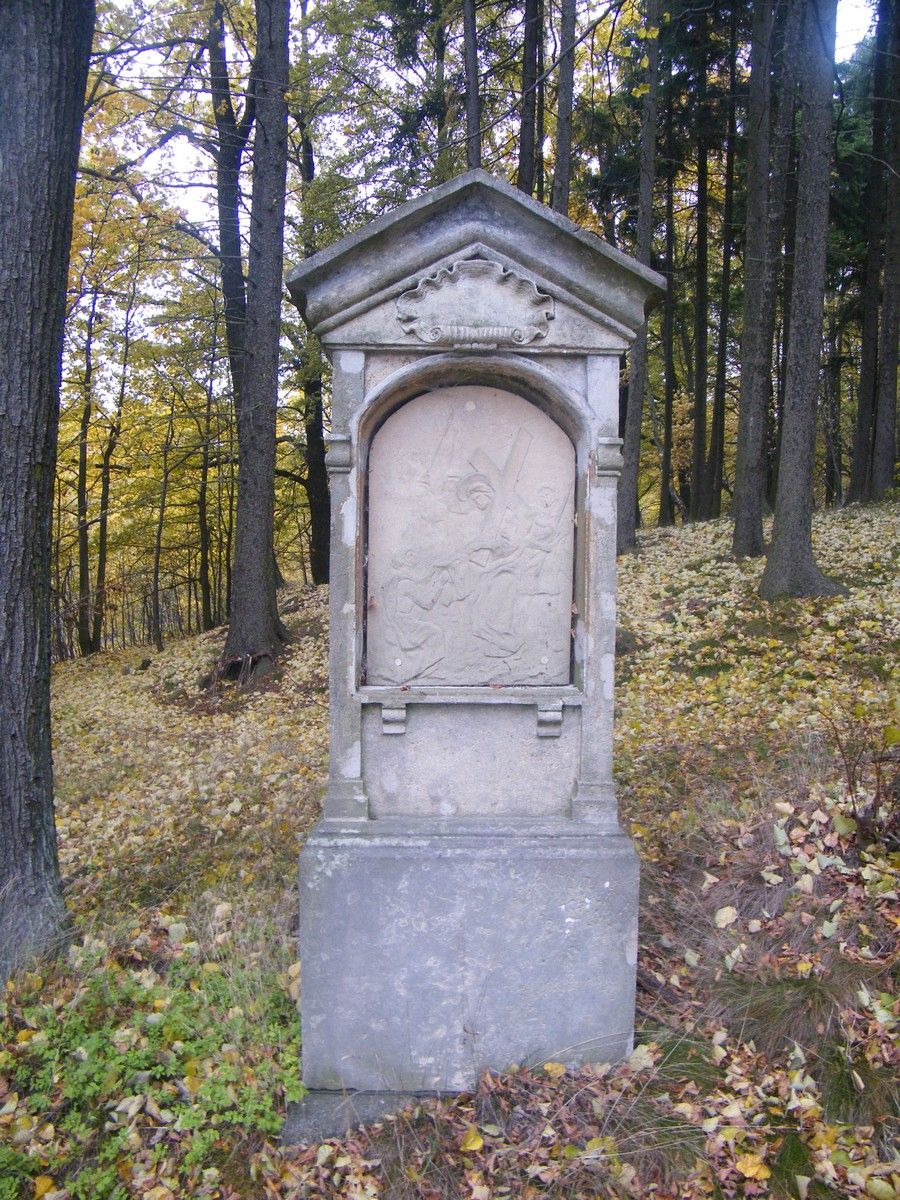
Šesté zastavení (2015)
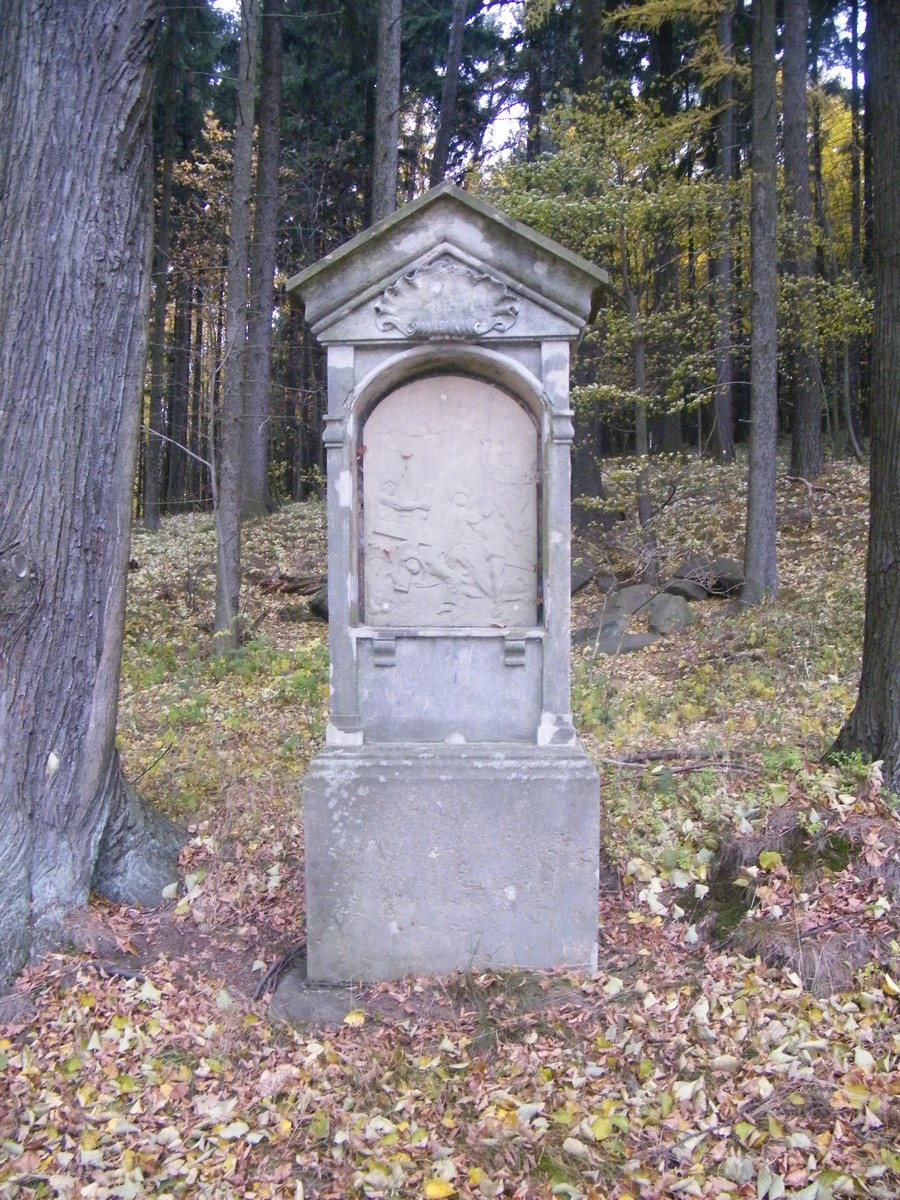
Sedmé zastavení (2015)
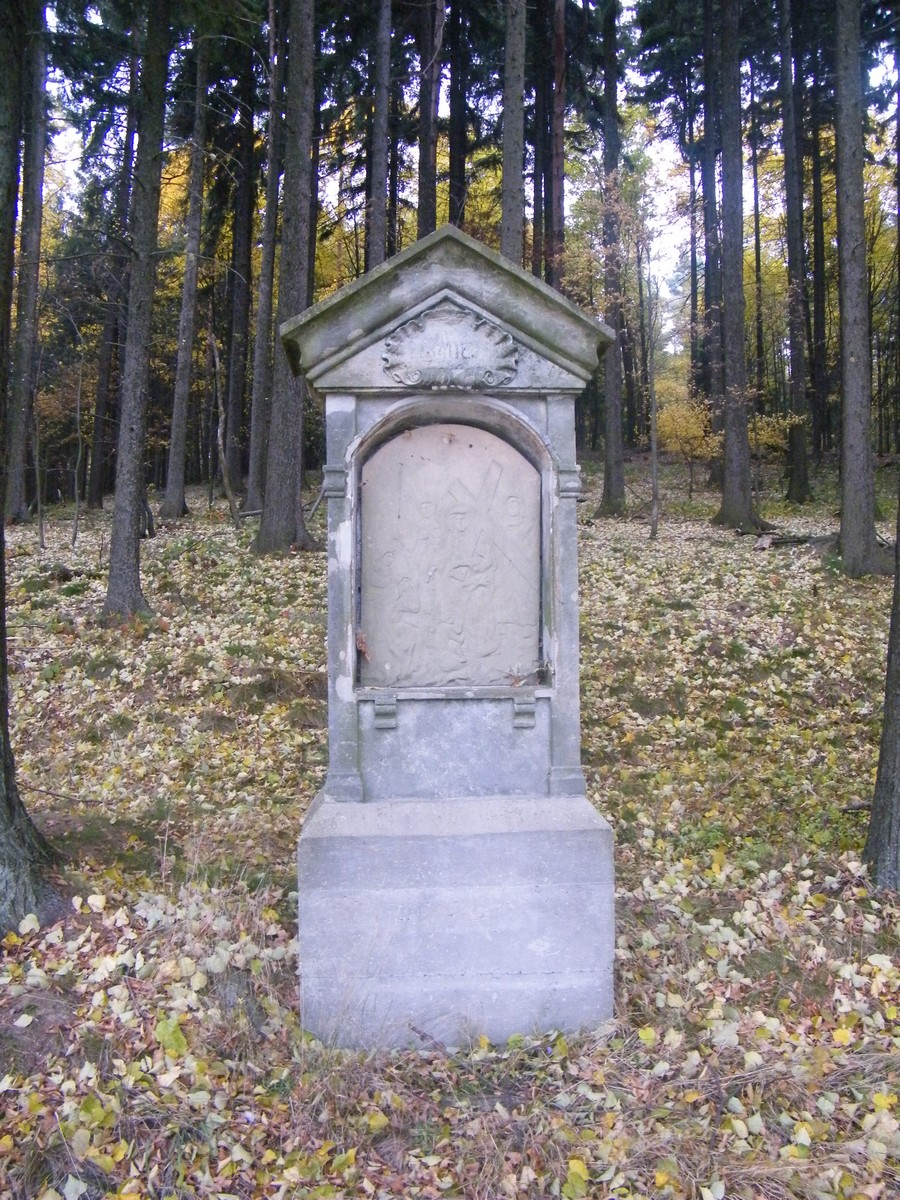
Osmé zastavení (2015)
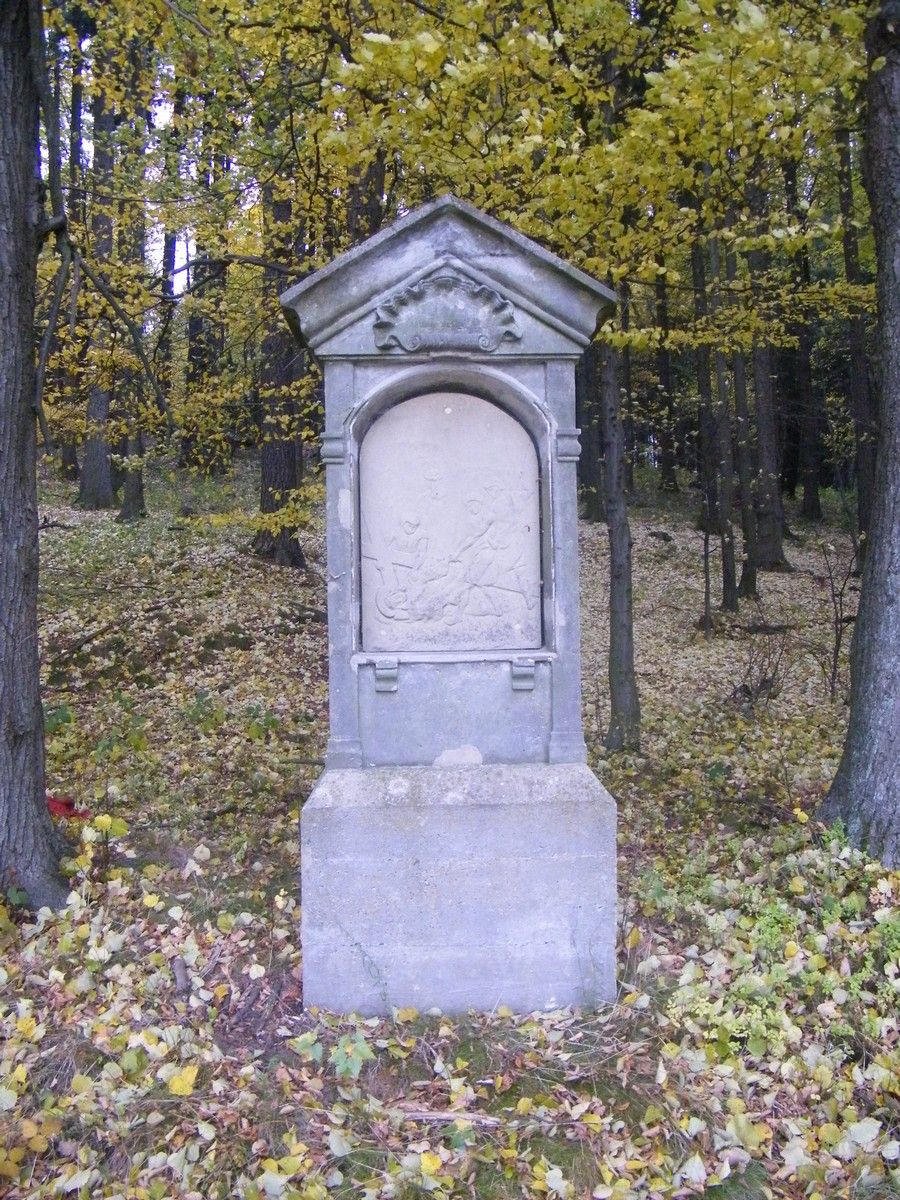
Deváté zastavení (2015)
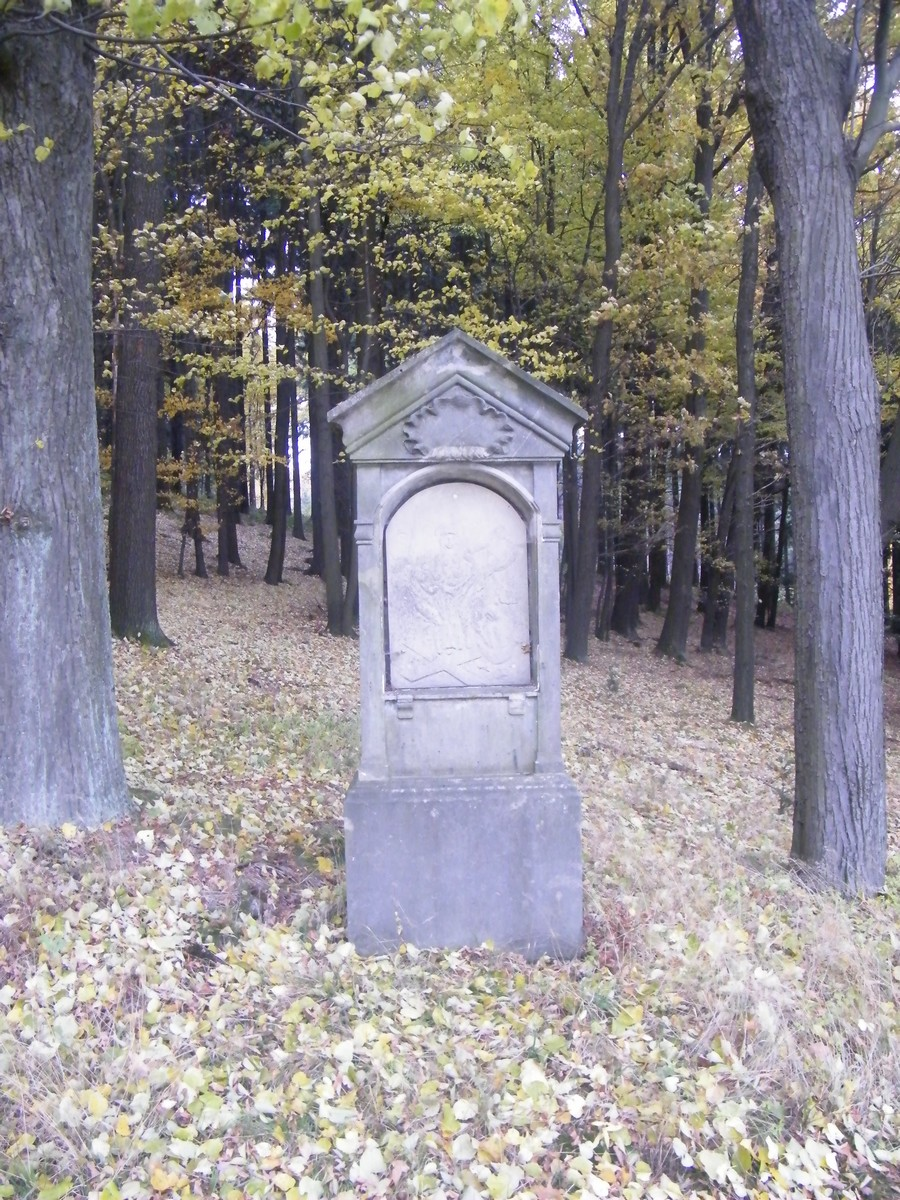
Desáté zastavení (2015)
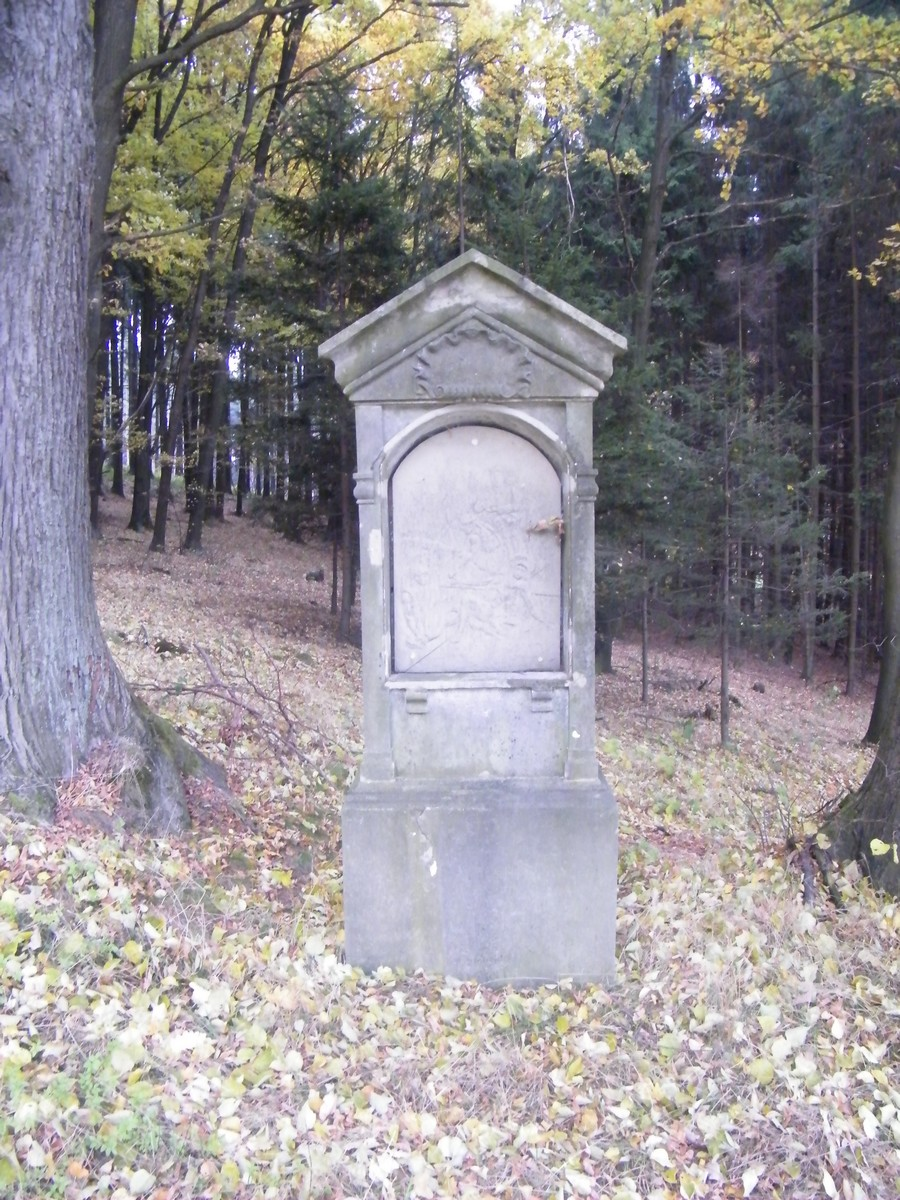
Jedenácté zastavení (2015)
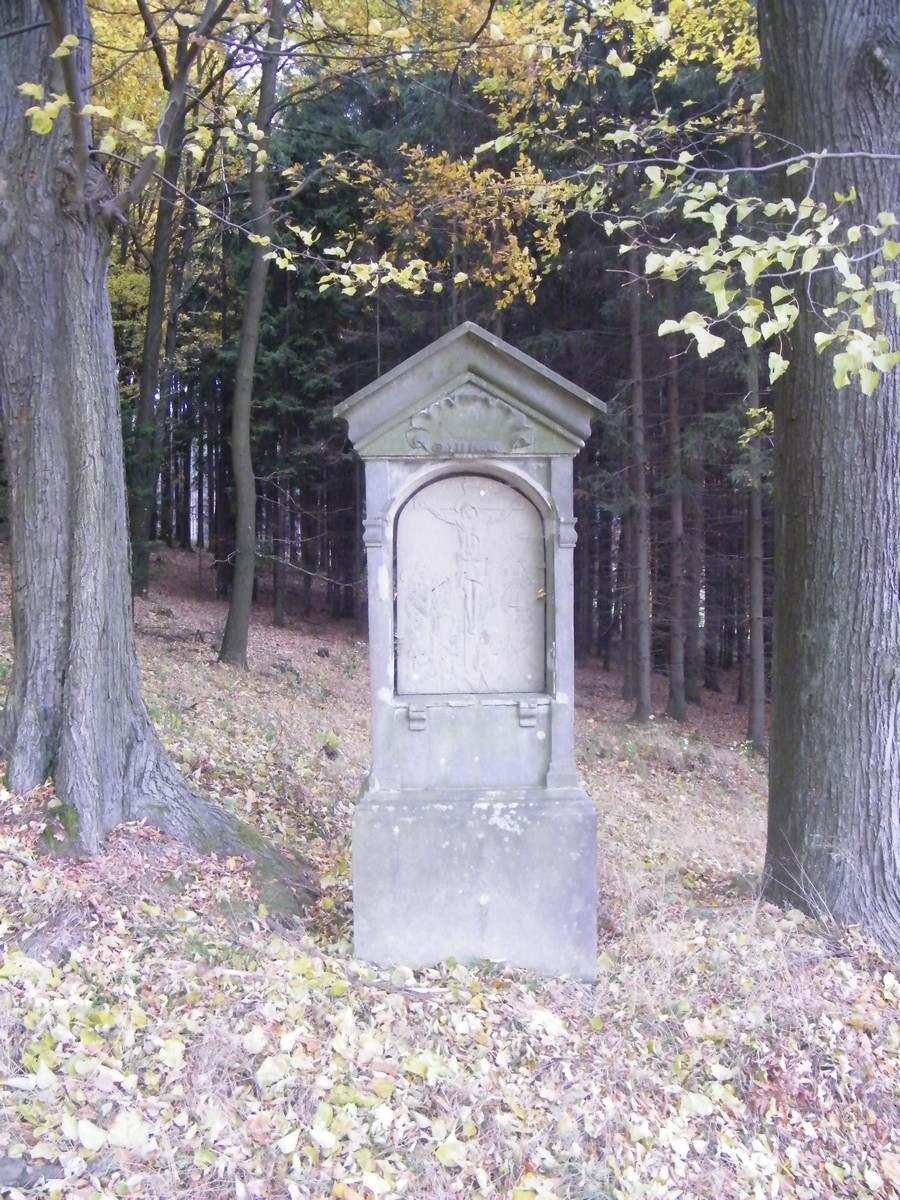
Dvanácté zastavení (2015)
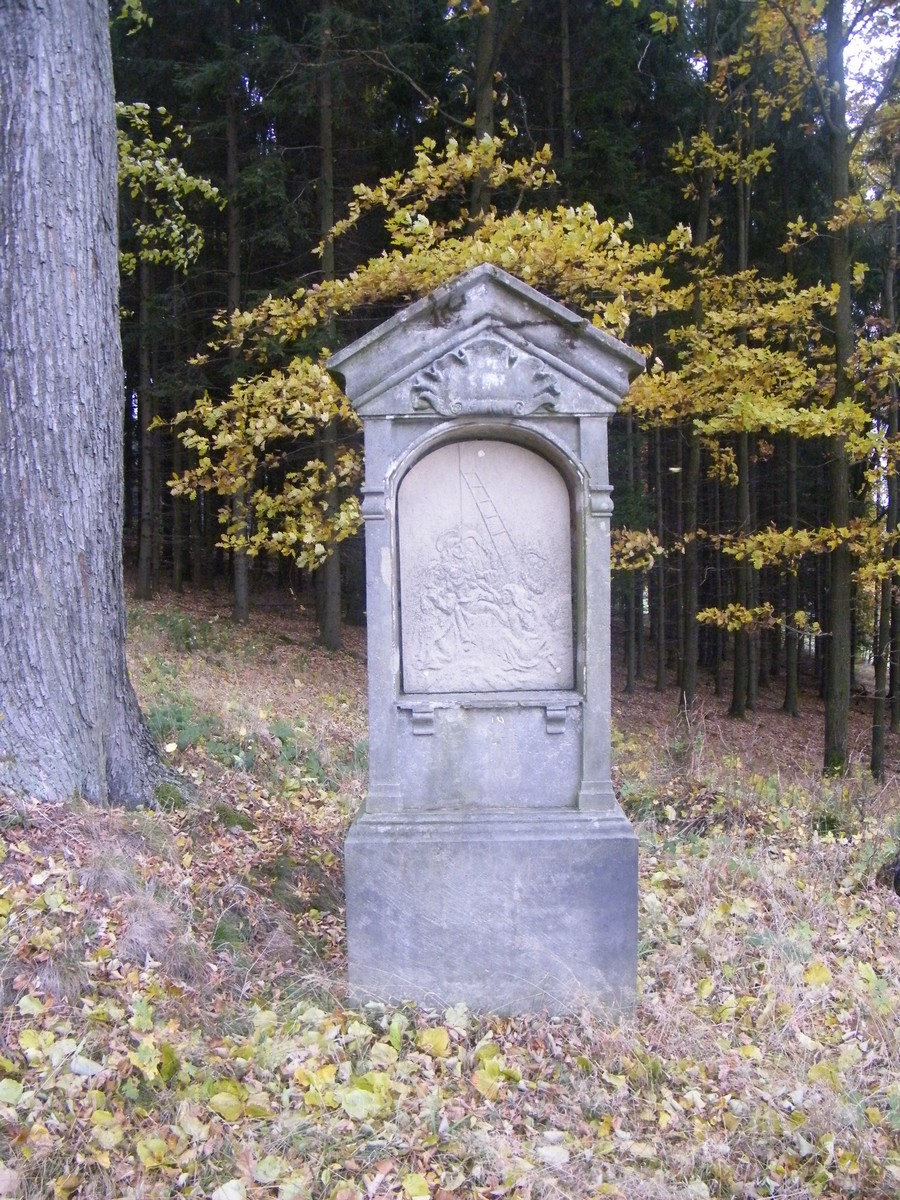
Třinácté zastavení (2015)
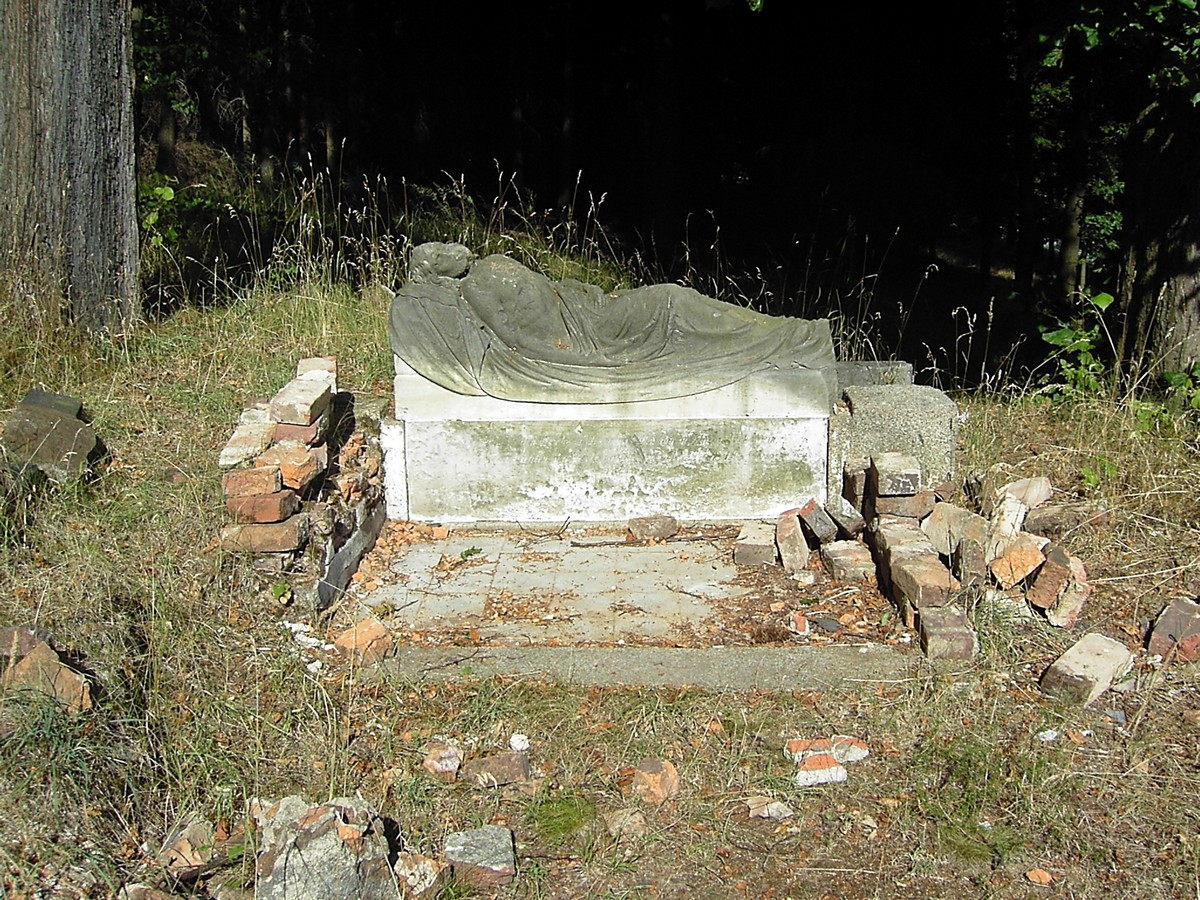
Čtrnácté zastavení, torzo kaple Božího hrobu (2006)